# Orloveț, Horodîșce
Orloveț (în ucraineană Орловець) este o comună în raionul Horodîșce, regiunea Cerkasî, Ucraina, formată numai din satul de reședință.

## Demografie
Componența lingvistică a comunei Orloveț
     Ucraineană (98,19%)
     Rusă (1,59%)
     Alte limbi (0,13%)
Conform recensământului din 2001, majoritatea populației comunei Orloveț era vorbitoare de ucraineană (98,19%), existând în minoritate și vorbitori de rusă (1,59%).

## Legături externe
- pl Orłowiec, wieś w dokumentach zwana miasteczkiem în Dicționarul geografic al Regatului Poloniei și al altor țări slave, volum VII (Netrebka — Perepiat) 1886

- pl Orłowiec, miasteczko i folwark, powiat czerkaski în Dicționarul geografic al Regatului Poloniei și al altor țări slave, volum XV, p. 2 (Januszpol — Wola Justowska)1902